# Оттон I (граф Гелдерна)
Оттон I (фр. Otton I de Gueldre; ум. 1207) — граф Гельдерна и Цютфена с 1182 года из династии Вассенбергов. Сын Генриха I Гелдернского и Агнессы фон Арнштейн.
В 1189—1190 годах участвовал в третьем крестовом походе, завоевании города Иконий и осаде Акры.
Враждовал с графами Голландии и епископами Утрехта. Поддерживал герцогство Лимбург в его войне с Брабантом. Совершал набеги на фризов. В борьбе между Филиппом Швабским и Оттоном Брауншвейгским поддерживал Штауфенов.

## Семья
Ок. 1184 года Оттон I женился на  Рихарде Баварской (ум. 1231), дочери баварского герцога Оттона I. Дети:
- Генрих, умер в 1197
- Герхард III (1185—1229), граф Гелдерна и Цютфена
- Оттон (1194—1215), епископ Утрехта с 1213
- Людвиг (ум. 1217), канонник в Утрехте
- Аделаида (1187—1218), с 1197 замужем за графом Вильгельмом I Голландским[4]
- Эрменгарда, муж — Адольф де ла Марк, граф Альтены и Марка (ум. 1249)
- Маргарита, муж — Лотарь II фон Хохштаден
- Матильда, муж — граф Генрих II фон Нассау